# Суперкубок Португалии по волейболу среди мужчин
Мужской суперкубок Португалии по волейболу — бывшее ежегодное соревнование двух волейбольных клубов Португалии, один из которых Чемпион Португалии, а другой — Обладатель Кубка (серебряный призёр чемпионата или финалист Кубка, если чемпион также выиграл и Кубок). Впервые разыгран в 1990 году. Не проводился в 2002—2009 годах.

## Результаты
| Год           | Чемпион             | 2-е место                                |
| ------------- | ------------------- | ---------------------------------------- |
| 1990          | «Бенфика»           | «Академику» Эшпинью                      |
| 1991          | «Спортинг» Лиссабон | «Бенфика»                                |
| 1992          | «Спортинг» Лиссабон | «Бенфика»                                |
| 1993          | «Спортинг» Лиссабон | ?                                        |
| 1994          | «Каштелу-да-Майа»   | «Спортинг» Лиссабон                      |
| 1995          | «Спортинг» Эшпинью  | «Спортинг» Лиссабон                      |
| 1996          | «Каштелу-да-Майа»   | ?                                        |
| 1997          | «Спортинг» Эшпинью  | ?                                        |
| 1998          | «Спортинг» Эшпинью  | ?                                        |
| 1999          | «Каштелу-да-Майа»   | ?                                        |
| 2000          | «Спортинг» Эшпинью  | ?                                        |
| 2001          | «Каштелу-да-Майа»   | «Спортинг» Эшпинью                       |
| не проводился |                     |                                          |
| 2010          | «Каштелу-да-Майа»   | «Спортинг» Эшпинью                       |
| 2011          | «Бенфика»           | «Фонти-Бастарду» Вила-да-Прая-да-Витория |
| 2012          | «Бенфика»           | «Спортинг» Эшпинью                       |
| 2013          | «Бенфика»           | fonte bastardo                           |

### Титулы
| Клуб                   | Победы |
| ---------------------- | ------ |
| «Каштелу-да-Майа» Майа | 5      |
| «Спортинг» Эшпинью     | 4      |
| «Бенфика» Лиссабон     | 4      |
| «Спортинг» Лиссабон    | 3      |